# Tristan og Isolde
 For alternative betydninger, se Tristan og Isolde (flertydig). (Se også artikler, som begynder med Tristan og Isolde)
Tristan og Isolde (tysk: Tristan und Isolde) er en opera (musikdrama) i tre akter af Richard Wagner til en tysk libretto af komponisten, der bygger på en keltisk legende og i vid udstrækning er baseret på et værk af Gottfried von Strassburg. Operaen blev komponeret mellem 1856 og 1859 og havde premiere i München den 10. juni 1865 med Hans von Bülow som dirigent.
Wagners arbejde med Tristan und Isolde var inspireret af hans affære med Mathilde Wesendonck – og af Arthur Schopenhauers filosofi. Værket er en af operarepertoirets klassikere og er præget af en avanceret brug af kromatik, tonalitet og orkestrale farver samt af toner, der ikke er en del af den harmoni, som de øvrige toner skaber på det pågældende sted i musikken.
Musikken var banebrydende, da den blev skrevet; den såkaldte Tristanakkord er den berømteste akkord i musikhistorien. Operaen har haft stor betydning for vestlige klassiske komponister og inspireret bl.a. Gustav Mahler, Richard Strauss, Karol Szymanowski, Alban Berg og Arnold Schönberg. Mange ser Tristan und Isolde som begyndelsen på en bevægelse væk fra konventionel harmoni og tonalitet.

## Tilblivelseshistorie
Wagner måtte forlade stillingen som dirigent af Semperoper i Dresden i 1849, da der var udstedt en dommerkendelse på hans anholdelse for deltagelse i opstanden i Dresden. Han forlod sin kone, Minna, og flygtede til Zürich. Der mødte han i 1852 den velhavende silkehandler Otto Wesendonck. Wesendonck blev interesseret i Wagners musik og støttede komponisten økonomisk i flere år. Wesendoncks kone, Mathilde, blev forelsket i komponisten. Selv om Wagner var fuldt i gang med sit arbejde på sin episke Der Ring des Nibelungen, blev han fascineret af legenden om Tristan og Isolde.
Genopdagelsen af den middelalderlige germanske digtning, herunder Gottfried von Strassburgs version af Tristan, Nibelungenlied og Wolfram von Eschenbachs Parzival øvede stor indflydelse på den tyske romantik i midten af det 19. århundrede. Historien om Tristan og Isolde var en romance fra middelalderen og renæssancen. Der findes flere versioner af historien. Den tidligste er fra midten af det 12. århundrede. Gottfrieds version, en "høvisk" udgave af legenden, fik enorm indflydelse på tysk litteratur.

Ifølge Wagners selvbiografi Mein Leben besluttede han at dramatisere Tristan-legenden efter at hans ven, Karl Ritter, havde forsøgt at gøre det. Wagner skrev: 
"Han havde faktisk gjort en dyd ud af at give plads til de lettere dele af romancen, hvorimod det var dens altgennemtrængende tragedie, der gjorde så dybt et indtryk på mig, at jeg følte mig overbevist om, at det var det, der måtte stå frem, uanset de øvrige detaljer."
 Romancens effekt på Wagner sammen med hans opdagelse af Arthur Schopenhauers filosofi i oktober 1854 hensatte Wagner i en "alvorlig stemning skabt af Schopenhauer, som prøvede at komme til et ekstatisk udtryk. Det var et sådant humør, der affødte ideen til Tristan und Isolde".

Wagner skrev om sin optagethed af Schopenhauer og Tristan und Isolde i et brev til Franz Liszt den 16. december 1854: 
"Da jeg aldrig i mit liv har nydt den sande kærlighedslykke, skal jeg opføre et monument over denne den dejligste af alle drømme, i hvilken kærligheden fra først til sidst for en gangs skyld skal gøre helt og holdent fyldest. I mit sind har jeg udtænkt en Tristan und Isolde, den enkleste, men dybest tænkelige musikalske ide; med det "sorte flag", der bølger i slutningen, vil jeg dække mig – for at dø".
Ved slutningen af 1854 havde Wagner skitseret alle tre akter i sin opera om Tristan ud fra Gottfried von Strassburgs version af historien. De tidligste bevarede skitser er fra december 1856, men det var først i august 1857, at Wagner begyndte at koncentrere sig fuldt og helt om operaen, og at han lagde Siegfried, som han var i gang med, til side for at gøre det. Den 20. august begyndte han prosaskitsen til operaen, og den 18. december forelå librettoen (eller digtet, som Wagner foretrak at kalde det). Wagner var på dette tidspunkt flyttet ind i en hytte på Wesendoncks ejendom, hvor han under arbejdet med Tristan und Isolde havde en lidenskabelig affære med Mathilde Wesendonck. Hvorvidt dette forhold blot var platonisk, hersker der fortsat usikkerhed om. En aften i september samme år læste Wagner den færdige libretto til Tristan und Isolde højt for en mindre forsamling, som bl.a. talte hans hustru, Minna, hans muse, Mathilde, og hans fremtidige elskerinde (og senere kone), Cosima von Bülow.
I oktober 1857 var Wagner begyndt at komponere et udkast til første akt. I løbet af november brugte han dog tid på at sætte fem af Mathildes digte i musik, der i dag er kendt som Wesendonck Lieder. Det var et usædvanligt skridt for Wagner, for han komponerede næsten aldrig musik til andres tekster, og han skrev kun sjældent musik til tekster, der ikke var inspireret af et rent dramatisk tema. To af disse lieder skulle senere spille en vigtig rolle for Tristan und Isolde, og Wagner anførte da også, at de var "studier til Tristan und Isolde". I "Träume", en af disse lieder, bruger han et motiv, som bliver til kærlighedduetten i anden akt af operaen, mens "Im Triebhaus" introducerer et tema, der senere blev til forspillet til tredje akt.
I april 1858 opsnappede Wagners kone Minna et notat fra Wagner til Mathilde, og på trods Wagners protester om, at hun var lagde en "vulgær fortolkning" i budskabet i notatet, anklagede hun først Wagner og derefter Mathilde for utroskab. Efter megen elendighed fik Wagner overtalt Minna, der havde hjerteproblemer, til at tage et kurophold, mens Otto Wesendonck tog med Mathilde til Italien. I de to kvinders fravær begyndte Wagner at komponere anden akt til Tristan und Isolde. Luften var imidlertid ikke renset mellem dem ved Minnas tilbagekomst i juli 1858, og den 17. august indså Wagner, at han var nødt til at forlade både Minna og Mathilde og flytte til Venedig.

Wagner beskrev på sine sidste dage i Zürich som "et veritabelt helvede". Minna skrev til Mathilde før afrejsen til Dresden: 
"Jeg må med blødende hjerte fortælle dig, at du har formået at rive min mand fra mig efter næsten toogtyve års ægteskab. Måtte denne ædle gerning bidrage til din sjælefred, til din lykke".
Wagner færdiggjorde anden akt af Tristan und Isolde under sit otte måneder lange eksil i Venedig. I marts 1859 flyttede Wagner, idet han frygtede at blive udleveret til Sachsen, hvor han stadig betragtedes som en flygtet oprører, til Lucerne, hvor han komponerede operaens sidste akt og færdiggjorde den i august 1859.

## Premiere
Tristan und Isolde viste sig at være en vanskelig opera at sætte op. Paris, der i midten af det 19. århundrede var operaverdenens centrum, var et oplagt valg. Men efter en katastrofal iscenesættelse af Tannhäuser på operaen i Paris tilbød Wagner i stedet operaen i Karlsruhe at sætte værket op i 1861. Da han besøgte Wiens hofopera for at finde mulige sangere til denne produktion, foreslog ledelsen i Wien imidlertid, at han fik sat operaen op i Wien i stedet. Oprindeligt var tenoren Alois Ander antaget til synge rollen som Tristan, men han magtede ikke at lære rollen. Selv om der blev holdt over 70 prøver mellem 1862 og 1864, var det ikke muligt at få Tristan und Isolde opført i Wien, og operaen fik efterhånden et ry som uopførlig.
Det var først efter, at kong Ludwig 2. af Bayern havde taget Wagner til sig som sin protegé, at de nødvendige ressourcer blev tilvejebragt, så Tristan und Isolde kunne få premiere. Dirigenten Hans von Bülow blev valgt til at dirigere værket på operaen i München – selv om Wagner havde en affære med hans kone, Cosima von Bülow. Selv da måtte den planlagte premiere den 15. maj 1865 udskydes, fordi Isolde, Malvina Schnorr von Carolsfeld, var blevet hæs. Den 10. juni 1865 fik værket endelig sin førsteopførelse: Ludwig Schnorr von Carolsfeld sang rollen som Tristan og Malvina, hans kone, sang Isolde. Tre uger efter den fjerde opførelse, døde Ludwig Schnorr von Carolsfeld pludselig, hvilket førte til spekulationer om, at den fysiske anstrengelse, der var forbundet med partiet som Tristan, havde dræbt hovedrolleindehaveren. Senere opførelser af Tristan und Isolde har også kostet dirigenten Felix Mottl livet i 1911 og Joseph Keilberth i 1968. Begge døde efter at være kollapset under anden akt.
Efter premieren gik der ni år, før Tristan und Isolde blev sat op igen. Det skete i Weimar i 1874. Wagner selv overvågede opførelsen af operaen i Berlin i marts 1876. Operaen blev først opført på Wagners eget teater ved festspillene i Bayreuth efter komponistens død. Cosima Wagner, hans enke, overvågede den første opsætning af Tristan und Isolde i Bayreuth i 1886. Det var en produktion, der blev meget rost. Den første produktion uden for Tyskland fandt sted på Theatre Royal Drury Lane i 1882 med Hans Richter som dirigent. Han dirigerede også de første forestillinger på Covent Garden to år senere. Værket fik amerikansk premiere på Metropolitan Opera i december 1886 under ledelse af Anton Seidl.

## Betydning for udviklingen af klassisk musik
Partituret til Tristan und Isolde er ofte blevet nævnt som en milepæl i udviklingen af den vestlige kunstmusik. Wagner bruger i hele Tristan und Isolde en mængde "orkesterfarver". Hans anvendelse af harmoni og polyfoni er ligeledes gennemført med en frihed, man sjældent finder i hans tidligere operaer. Den allerførste akkord i operaen, den såkaldte Tristanakkord, er af stor betydning for kunstmusikkens udvikling væk fra traditionel tonal harmoni, da den udvikles til en anden dissonant akkord:
|  | En optagelse af disse takter Er der problemer med lyden? Se da eventuelt Hjælp:Ogg Vorbis eller "Media help" (engelsk) |
|  | En optagelse af disse takter Er der problemer med lyden? Se da eventuelt Hjælp:Ogg Vorbis eller "Media help" (engelsk) |

Operaen er kendt for sine mange udvidelser af almindelig harmonisk praksis. En væsentlig nyskabelse er fx den hyppige brug af to på hinanden følgende tre-klange, der ligger en tritonus fra hinanden. Tristan und Isolde er også kendt for sin brug af toner, der ikke er en del af den harmoni, som de øvrige toner skaber på det pågældende sted i musikken – et forhold, der bruges af komponisten til at skabe musikalsk spænding ved at udsætte lytteren for en række forlængede ufærdige kadencer, der fremmer et ønske og en forventning hos lytteren om musikalsk harmoni og afslutning. Denne harmoniske udsættelse findes som kompositorisk træk hos mange og har været i brug siden før renæssancen, men Wagner var en af de første, der brugte det over et helt værk. Forspillets kadencer opløses fx ikke før afslutningen på tredje akt, og ved en række lejligheder skaber Wagner forventninger om musikalsk afslutning hos publikum gennem en række akkorder, der stiger i spænding, for blot bevidst at udskyde den forventede opløsning. Et særligt eksempel på denne teknik indtræffer i slutningen af den kærlighedduetten i anden akt ("Wie sie fassen, wie sie lassen ..."), hvor Tristan og Isolde gradvist bygger op til et musikalsk klimaks (der også kan tolkes som et seksuelt ditto), for derefter at få den forventede afslutning ødelagt af Kurwenals dissonante afbrydelse ("Rette Dich, Tristan!"). Den længe ventede afslutning på denne kadence kommer først i den afsluttende Liebestod, hvor den musikalske afslutning ("In des Welt-Atems wehendem All") falder sammen med Isoldes død.
Tonaliteten i Tristan und Isolde skulle vise sig uhyre betydningsfuld for den vestlige klassiske musik. Giacomo Puccini skrev en bemærkelsesværdig personlig note i sin skitse til den afsluttende duet i Turandot (som han aldrig gjorde færdig): "og derefter Tristan". Wagners brug af musikalske farver har også påvirket udviklingen i filmmusik. Bernard Herrmanns musik til Alfred Hitchcocks klassiker, Vertigo, er stærkt inspireret af Wagners Liebestod. Forspillet til Tristan und Isolde bruges i Luis Buñuel og Salvador Dalís surrealistiske film Un Chien Andalou. Ikke alle komponister reagerede dog positivt på værket: Claude Debussys klaverstykke "Golliwog's Cakewalk" citerer spottende den dystre "Tristanakkord" i midten af et ellers muntert stykke.

## Roller
| Rolle                                                      | Stemmetype | Originalbesætning, 10. juni 1865 (Dirigent: Hans von Bülow) |
| ---------------------------------------------------------- | ---------- | ----------------------------------------------------------- |
| Tristan, en bretonsk adelsmand, en adoptivarving til Marke | Tenor      | Ludwig Schnorr von Carolsfeld                               |
| Isolde, en irsk prinsesse forlovet med Marke               | Sopran     | Malvina Schnorr von Carolsfeld                              |
| Brangäne, Isoldes tjenestepige                             | Sopran     | Anna Deinet                                                 |
| Kurwenal, Tristans tjener                                  | Baryton    | Anton Mitterwurzer                                          |
| Marke, konge af Cornwall                                   | Bas        | Ludwig Zottmayer                                            |
| Melot, en hofmand, Tristans ven                            | Tenor      | Karl Samuel Heinrich                                        |
| En hyrde                                                   | Tenor      | Karl Simons                                                 |
| En styrmand                                                | Baryton    | Peter Hartmann                                              |
| En ung sømand                                              | Tenor      |                                                             |
| Sømænd, riddere og væbnere                                 |            |                                                             |

## Synopsis

### Akt 1
Isolde, der er lovet bort til Kong Marke i ægteskab, og hendes tjenerinde, Brangäne, er om bord på Tristans skib, der skal føre dem til kongen i Cornwall. Operaen åbner med en ung sømands sang om en "vild irsk pige" ("Westwärts schweift der Blick"), som Isolde tolker som en spottende hentydning til sin egen person.
I et rasende udbrud ønsker hun, at havene måtte stige op og sænke deres skib og dræbe alle om bord. ("Erwache mir wieder, kühne Gewalt") Hendes foragt og vrede er specielt rettet mod Tristan, den ridder der har ansvaret for at bringe hende til Marke. Isolde sender Brangäne hen for at befale Tristan at møde hende. ("Befehlen liess' dem Eigenholde") I troskab mod kongen nægter Tristan dog at gå ind på den af Brangäne fremsatte anmodning, og hævder at hans plads er ved roret. Hans tjener, Kurwenal, svarer hende mere brysk og siger, at Isolde ikke skal kommandere med Tristan, og minder Brangäne om, at Isoldes tidligere forlovede, Morold, blev dræbt af Tristan ("Herr Morold zog zu Meere her").
Brangäne vender tilbage til Isolde og beretter om disse svar, hvorefter Isolde i sin fortælling og forbandelse fortæller Brangäne, hvordan hun efter Morolds død stødte på en fremmed, der kaldte sig Tantris. Hun fandt Tantris dødeligt såret i en pram, ("von einem Kahn, der klein und arm") og brugte sine helbredende kræfter på at hjælpe ham til at genvinde kræfterne. Mens Tantris kom sig, opdagede hun imidlertid, at han faktisk var Tristan, hendes forlovedes morder. Isolde forsøgte at dræbe manden med hans eget sværd, som han lå der hjælpeløs foran hende. Tristan så imidlertid ikke på sværdet, som skulle dræbe ham, eller på hånden der førte det, men ind i hendes øjne ("Er sah' mir in die Augen"). Hans blik ramte hende i hjertet, og hun kunne ikke få sig til at dræbe ham. Tristan fik lov til at gå, hvis han afgav et løfte om aldrig at komme tilbage. Han vendte imidlertid tilbage for at bortgive Isolde til sin onkel, kong Marke. Isolde, der stadig er rasende over Tristans forræderi, insisterer på, at han drikker for at forsone sig med hende, og fra sit medicinskab finder hun en flaske frem for at blande en drik i et bæger. Brangäne chokeres over at se, at flasken indeholder en dødelig gift.
Kurwenal kommer ind i kvindernes gemakker ("Auf auf! Ihr Frauen!") og meddeler, at de snart vil være i land. Isolde advarer Kurwenal om, at hun ikke vil komme til kongen, med mindre Tristan kommer til hende, som hun tidligere har befalet og drikker forsoning med hende. Da Tristan kommer, bebrejder Isolde ham hans adfærd og fortæller ham, at han skylder hende sit liv, og hvordan hans handlinger har undergravet hendes ære, da hun velsignede Morolds våben før kampen og derfor har svoret hævn. Tristan tilbyder hende først sit sværd, men Isolde nægter og insisterer på, at de drikker sammen. Brangäne bringer bryggen ind, som skal besegle deres forhold. Tristan ved, at det vil dræbe ham, da han kender Isoldes magiske kræfter ("Wohl kenn' ich Irlands Königin"). Sejladsen er næsten til ende da Tristan drikker, hvorefter Isolde tager bægeret og drikker den resterende halvdel. Giften synes at virke, men den medfører ikke døden, men derimod grænseløs kærlighed ("Tristan! Isolde!"). Kurwenal, der bekendtgør kong Markes snarlige ankomst, afbryder deres ekstatiske forening. Isolde spørger da Brangäne, hvilken bryg hun har lavet, og imens matroserne hylder kong Marke, svarer Brangäne, at det ikke var en gift, men en kærlighedseliksir.

### Akt 2
Kong Marke forlader slottet for at føre et jagtselskab ud i natten. Kun Isolde og Brangäne er tilbage stående ved siden af et brændende fyrfad. Isolde, der lytter til jagthornene, mener flere gange, at jagtselskabet er tilstrækkeligt langt væk, til at de kan slukke fyrfadet, et på forhånd aftalt signal til, at Tristan kan nærme sig ("Nicht Hörnerschall tönt so hold"). Brangäne advarer Isolde om, at Melot, en af kong Markes riddere, har set de kærlighedsfulde blikke, som Isolde har udvekslet med Tristan, og om at han har fattet mistanke om deres lidenskab ("Ein Einz'ger war's, ich achtet' es Wohl"). Isolde mener dog, at Melot er Tristans mest trofaste ven, og da hun brænder af lidenskab, lader hun fyrfadets flammer slukke. Brangäne trækker sig tilbage til voldene, for at holde øje med Tristan.
Da de elskende omsider er alene og fri af hoflivets begrænsninger, erklærer de deres lidenskab for hinanden. Tristan beskriver dagslysets verden som falsk og uvirkeligt, og som noget der holder dem fra hinanden. Det er kun i natten - hævder han - at de virkelig kan være sammen, og kun i dødens lange nat, at de kan forenes for evigt ("O sink' hernieder, Nacht der Liebe"). Under deres lange samvær advarer Brangäne gentagne gange om, at de nærmer sig nattens ende, ("Einsam wachend in der Nacht"), men hun taler for døve øren. Dagen gryr for de elskende, netop som Melot fører kong Marke og hans mænd ind på borgen og finder Tristan og Isolde i hinandens arme. Marke er knust, ikke kun på grund af sin nevøs forræderi, men også fordi Melot valgte at forråde sin ven Tristan og på grund af Isoldes forræderi ("Mir – dies? Dies, Tristan – mir?").
Da Marke spørger Tristan, svarer han, at han ikke vil svare kongen om grunden til sit forræderi, da han ikke ville kunne forstå den. Han vender sig da til Isolde, som indvilliger i at følge ham ind i nattens rige igen. Tristan fordømmer, at Melot også har forelsket sig i Isolde. Tristan og Melot udkæmper en nådesløs kamp, men på et afgørende tidspunkt kaster Tristan sværdet og lader Melot tilføje sig et alvorligt sår.

### Akt 3
Kurwenal har nu bragt Tristan tilbage til hans slot i Kareol i Bretagne. En hyrde spiller en vemodig melodi på fløjte og spørger, om Tristan er vågen. Kurwenal svarer, at kun Isolde kan redde Tristans liv, hvorefter hyrden tilbyder at holde vagt, idet han vil spille en glad melodi ved skibets ankomst. Tristan vågner ("Die alte Weise – was weckt sie mich?") og beklager sin skæbne: at han endnu en gang befinder sig i det falske dagslys, opholdt af en uophørlig og uudslukkelig længsel efter nat ("Wo ich erwacht' weilt ich nicht"). Tristans sorg får ende, da Kurwenal fortæller ham, at Isolde er på vej. Henrykt spørger Tristan, om han kan se hendes skib, men hyrden spiller fortsat den sørgmodige melodi.
Tristan falder tilbage på sit leje og mindes, at hyrdens sørgelige melodi er den, der blev spillet, da han fik nys om, at hans far og mor var døde. ("Muss ich dich so versteh'n, du alte, ernst Weise"). Han går i rette med sit eget begær og den skæbnesvangre kærlighedseliksir ("Verflucht sei, furchtbarer Trank!"), indtil han udmattet bryder sammen i vanvid. Efter hans sammenbrud spiller hyrden en glad melodi ved Isoldes skibs ankomst, og da Kurwenal løber hende i møde, river Tristan - i ophidselse - forbindingerne af fra sit sår ("Hahei! Mein Blut, lustig nun fliesse!"). Netop som Isolde dukker op ved Tristans side, dør han med hendes navn på læberne.
Isolde falder samme ved siden af sin elskede, idet et andet skibs ankomst kundgøres. Kurwenal får øje på Marke, Melot og Brangäne ("Tod und Hölle! Alles zur Hand!") og formoder, at de er kommet for at dræbe Tristan. For at hævne Tristan angriber han rasende Melot. Marke forsøger at stoppe kampen, men forgæves. Både Melot og Kurwenal dræbes i kampen. Kong Marke og Brangäne når endelig frem til Tristan og Isolde. Marke - der sørger over liget af sin "sandeste ven" - forklarer, at det var Brangäne, der afslørede hemmeligheden om kærlighedseliksiren, og at han ikke er kommet for at skille de elskende, men for at forene dem ("Warum Isolde, warum mir das?"). Isolde synes da at vågne, og i en afsluttende arie "Liebestod") ("Mild und Leise wie er lächelt") fremmaner hun, at Tristan atter er blandt de levende - og dør.

## Instrumentering
- 3 Fløjter, (i tredje akt også en piccolofløjte), 2 oboer, engelskhorn, 2 klarinetter, basklarinet , 3 fagotter, kontrafagot
- 4 Valdhorn, 3 trompeter, 3 basuner, bastuba
- Pauker, bækkener, triangel
- Harpe
- Strygere: 16 førstevioliner, 16 andenvioliner, 12 bratscher, 12 celloer, 8 kontrabasser
- På scenen: engelskhorn, 6 valdhorn, 3 trompeter, basuner

Til hyrdens spil har Wagner designet en Holztrompete, som blev brugt i München ved uropførelsen. I 1891 blev den i Bayreuth erstattet af en Heckel-Clarina. En tárogató er også blevet brugt som hyrdens instrument, men i de fleste forestillinger benyttes nu et engelskhorn.

## Tristan und Isoldeog Schopenhauer
I slutningen af 1854 introducerede Wagners ven, Georg Herwegh, ham til filosoffen Arthur Schopenhauers værk. Komponisten blev straks slået af de filosofiske ideer i "Die Welt als Wille und Vorstellung", og lighederne mellem deres verdenssyn er da også iøjnefaldende.
Mennesket drives, ifølge Schopenhauer, kontinuerligt af uopnåelige ønsker, og kløften mellem vores ønsker, og muligheden for at indfri dem fører til elendighed, mens verden er en repræsentation af en ukendt virkelighed. Vores repræsentation af verden (som er falsk) er et fænomen, mens den uerkendelige virkelighed er et noumenon, to oprindeligt kantianske begreber. Schopenhauers indflydelse på Tristan und Isolde er synligst i anden og tredje akt. Anden akt, hvor de elskende mødes, og tredje akt, hvor Tristan længes efter udfrielse af sin pine, har ofte forvirret et operapublikum, der ikke kender Schopenhauers arbejde.
Wagner bruger begreberne om dag og nat i anden akt til at betegne Tristan og Isoldes følelsestilstand. I dagens sfære er de elskende bundet af konventionerne ved kong Markes hof og må kvæle deres kærlighed og lade, som om de ikke nærer følelser for hinanden: Det er en løgnens og uvirkelighedens verden. Dagen er kravet til Tristan om at føre Isolde bort fra Irland og give hende til Marke, handlinger der strider mod Tristans uudtrykte vilje og lyst. Natten er på den anden side et udtryk for en indre virkelighed, hvorunder de elskende kan være sammen og deres ønsker kan gives åbent udtryk og gå i opfyldelse: Det er enhedens, sandhedens og virkelighedens sfære og kan kun nås fuldt ud gennem de elskendes død. Nattens rige er således også dødens rige, og det er dette, som Tristan omtaler i slutningen af anden akt ("Dem Land das Tristan meint, der Sonne Licht nicht scheint"). I tredje akt raser Tristan mod dagslyset og længes ofte efter udfrielse fra sine pinefulde længsler (Sehnen). På denne måde får Wagner ligestillet dagen med Schopenhauers begreb om fænomener og natten med begrebet om noumenon.
I Schopenhauers filosofi er den eneste måde, hvorpå mennesket kan opnå indre fred, er at give afkald på sit begær, et tema, Wagner udforskede fuldt ud i sin sidste opera, Parsifal. Wagner overvejede at lade Parsifal møde Tristan, mens han lider i tredje akt, men opgav senere ideen.

## Reaktioner påTristan und Isolde
Selv om Tristan und Isolde er en fast del af repertoiret på operahuse verden over, var modtagelsen af operaen oprindelig ugunstig. Den 5. juli 1865 rapporterede Allgemeine musikalische Zeitung: "Det er forherligelse af sanselig nydelse, fremmanet med alle pirrende midler, det er en utrættelig materialisme, ifølge hvilken menneskelige væsener ikke har noget højere formål end »at forsvinde i en mild luft, som en ånde« efter et liv som turteldue. Til det formål er musikken blevet gjort til slave af ordet; den højeste af muserne er blevet tvunget til at forberede farverne til uanstændige malerier ... (Wagner) gør sanseligheden til den sande genstand for sit drama .... Vi mener, at sceneopførelsen af digtet Tristan und Isolde er en uanstændighedens handling. Wagner viser os ikke heltelivet i de nordiske sagaer, der ville opbygge og styrke hans tyske publikums ånd. Hvad han giver os er nedbrydelsen af heltenes liv gennem sensualitet."
Eduard Hanslicks reaktion i 1868 på forspillet til Tristan und Isolde var, at det "minder en om det gamle italienske maleri af en martyr, hvis tarme langsomt udvindes fra hans krop og vindes op på en rulle". Den første opførelse på Londons Theatre Royal i Drury Lane affødte følgende svar fra avisen The Era i 1882: "Vi kan ikke afstå fra at protestere mod tilbedelsen af dyrisk lidenskab, der er et slående træk i Wagners sene værker. Vi indrømmer, at der ikke er noget nær så frastødende i Tristan und Isolde som i Die Walküre, men systemet er det samme. Lidenskab er en synd i sig selv, og fremstillingen af den er uren, og af disse grunde glæder vi os over at tro, at sådanne værker ikke vil blive populære. Hvis de gjorde, var vi sikre på, at de ville øve en skadelig virkning, og der er derfor grund til at ønske tillykke med, at Wagners musik, trods af alle dens vidunderlige evner og magt, frastøder et større antal, end den fascinerer".
Under et besøg i Tyskland hørte Mark Twain Tristan und Isolde i Bayreuth og fremsatte følgende kommentar: "Jeg kender nogen, og har hørt om mange, der ikke kunne sove efter det, men græd hele natten lang. Jeg føler mig stærkt malplaceret her. Nogle gange føler jeg mig som den eneste fornuftige person i et fællesskab af gale".
Clara Schumann skrev, at Tristan und Isolde var "den mest modbydelige ting, jeg nogensinde har set eller hørt i hele mit liv".
Med tiden fik Tristan und Isolde mere positive bedømmelser. I et interview kort før sin død sagde Giuseppe Verdi, at han "stod med undren og frygt" over for Wagners Tristan und Isolde. I The Perfect Wagnerite skriver forfatter og satiriker George Bernard Shaw, at Tristan und Isolde var "en forbavsende intens og trofast overførelse til musik af de følelser, der følger et elskende pars forening" og beskrev det som "et digt om destruktion og død". Richard Strauss, der oprindeligt var afvisende over for Tristan und Isolde, hævdede, at Wagners musik "kunne dræbe en kat og gøre sten til røræg af frygt for [værkets] hæslige disharmoni". Men senere blev Strauss en af musikerne omkring Bayreuth Festspielhaus og sagde til Cosima Wagner i 1892: "Jeg har dirigeret min første Tristan und Isolde. Det var den mest vidunderlige dag mit liv". Han skrev senere, at Tristan und Isolde markerede afslutningen på al romantik, idet værket gav hele det 19. århundredes længsel ét samlet udtryk".
Dirigenten Bruno Walter hørte sin første Tristan und Isolde i 1889 som studerende: "Så der sad jeg på galleriet i operahuset i Berlin, og fra celloernes første lyd trak mit hjerte sig krampagtigt sammen ... Aldrig før har min sjæl været oversvømmet af sådanne strømme af lyd og lidenskab, aldrig før havde mit hjerte været optaget af en sådan længsel og sublim lyksalighed ... En ny epoke var begyndt: Wagner var min gud, og jeg ønskede at blive hans profet".
Friedrich Nietzsche, en af Wagners mest trofaste allierede i komponistens yngre år, skrev, at for ham var "Tristan og Isolde det virkelige opus metaphysicum i al kunst ... umættelig og sød lyst til nattens og dødens hemmeligheder ... Det er overvældende i sin enkle storhed". I et brev til vennen Erwin Rohde fra oktober 1868 beskriver Nietzsche sin reaktion på Tristan und Isoldes forspil: "Jeg kan simpelthen ikke få mig selv til at fastholde en kritisk distance til denne musik; hver nerve i mig dirrer, og det er længe siden, at jeg har haft en sådan varig følelse af ekstase som over ouverturen". Selv efter hans brud med Wagner fortsatte Nietzsche med at betragte Tristan und Isolde som et mesterværk: "Selv nu må jeg stadig lede efter et værk, som udøver sådan en farlig fascination, en sådan kuldegysende og salig uendelighed som Tristan – jeg har søgt forgæves, i alle kunstarter".

## Diskografi
Tristan und Isolde er indspillet mange gange, og de fleste af de store Wagnerdirigenter siden slutningen af Første Verdenskrig har indspillet deres fortolkninger af værket. Begrænsninger i optagelsesteknologien har betydet, at det indtil 1930'erne var det vanskeligt at optage hele operaen, men der findes dog optagelser af uddrag eller enkelte akter der går tilbage til 1901, hvor Metropolitan Opera optog Tristan und Isolde på valser.
I årene før Anden Verdenskrig blev norske Kirsten Flagstad og danske Lauritz Melchior anset som de førende fortolkere af de to hovedroller; der findes monooptagelser af dette par i en række live-opførelser dirigeret af Thomas Beecham, Fritz Reiner, Artur Bodanzky og Erich Leinsdorf. Flagstad indspillede operaen nær slutningen af sin karriere i 1952 under Wilhelm Furtwängler for EMI; indspilningen anses for en klassisk optagelse af operaen. Vise af de høje toner sang Elisabeth Schwarzkopf dog.
Efter krigen blev forestillingerne ved festspillene i Bayreuth med Martha Mödl og Ramon Vinay under Herbert von Karajan i 1952 højt respekteret; der er udsendt en live-indspilning. I 1960'erne blev den svenske sopran Birgit Nilsson anset for den førende Isolde, og hun dannede ofte par med Wolfgang Windgassen som Tristan. Deres opførelse i Bayreuth i 1966 under ledelse af Karl Böhm blev optaget af Deutsche Grammophon – en optagelse som ofte hyldes som en af de bedste Tristan und Isolde-optagelser.
Karajan indspillede ikke operaen før 1971-1972. Karajans valg af en lettere sopran (Helga Dernesch) som Isolde og en ekstremt intens Jon Vickers samt den usædvanlige balance mellem orkester og sangere, som Karajan foretrak, gjorde indspilningen kontroversiel. I 1980'erne blev indspilninger med dirigenter som Carlos Kleiber, Reginald Goodall og Leonard Bernstein for det meste betragtet som vigtige pga. dirigenternes fortolkninger og ikke så meget på grund af hovedrolleindehavernes præstationer. Kleibers indspilning er bemærkelsesværdig, da Isolde blev sunget af den berømte Mozart-sopran Margaret Price, der aldrig sang rollen som Isolde på scenen. Det samme gælder for Plácido Domingo, der sang rollen som Tristan og modtog kritisk anerkendelse for det i 2005 på en EMI-udgivelse under Antonio Pappano, selv om han aldrig har sunget partiet på scenen. Fra de seneste år kan en studie-optagelse med Berliner Philharmoniker af Daniel Barenboim og en live-indspilning fra Wiener Staatsoper med Christian Thielemann fremhæves.
Der er flere DVD-indspilninger af operaen, herunder Götz Friedrichs produktion fra Deutsche Oper i Berlin, der har rutinerede wagnersangere som René Kollo og Gwyneth Jones i titelrollerne. Deutsche Grammophon udgav en DVD fra en opførelse på Metropolitan Opera med Jane Eaglen og Ben Heppner, dirigeret af James Levine, i en produktion iscenesat af Jürgen Rose, mens en DVD fra 1993 fra festivalen i Bayreuth har Daniel Barenboim som dirigent, Waltraud Meier som Isolde og Siegfried Jerusalem som Tristan i en iscenesættelse af Heiner Müller. For nylig er Barenboims produktion fra Teatro alla Scala i Milano i Patrice Chéreaus iscenesættelse også blevet udsendt på DVD. Der er også en teknisk fejlbehæftet, men historisk vigtig videooptagelse af Birgit Nilsson og Jon Vickers i en liveoptagelse fra Théâtre antique d'Orange med Karl Böhm som dirigent.
I 2009 havde det britiske operahus Glyndebourne verdenspremiere på at downloade en fuld digital videoversion af værket, indspillet to år tidligere, mod betaling-

## Koncertuddrag og arrangementer
Præludium og Liebestod er en koncertversion af ouverturen og Isoldes arie, "Mild und Leise", fra tredje akt. Arrangementet er af Wagner selv, og det blev uropført i 1862 tre år før premieren på den komplette opera. Liebestod kan opføres enten i en ren orkestral version eller med en sopran, der synger Isoldes vision om den genopstandne Tristan. Forvirrende nok foretrak Wagner selv at kalde forspillet for Liebestod (kærlighedsdøden), mens han kaldte Isoldes sidste arie for Verklärung.
Franz Liszt lavede en klavertransskription af Liebestod, hans S.447, der findes i to versioner fra hhv. 1867 og 1875. En anden komponist, der omarbejdede materiale fra Tristan und Isolde, var Emmanuel Chabrier, der skrev den humoristiske Souvenirs de Munich – quadrilles on themes from Wagner's Tristan und Isolde.

## Links
- Tysk-engelsk site med adgang til librettoen Arkiveret 10. marts 2008 hos  Wayback Machine
- Wagners operaer. En omfattende Wagnerhjemmeside med forestillingsfotografier, indspilninger, librettoer og lydfiler.
- Richard Wagner – Tristan und Isolde. A galleri med historiske postkort med motiver fra Richard Wagners operaer.
- Indspilninger af Tristan und Isolde med vurderinger. Indspilninger anmeldt af Geoffrey Riggs.
- Diskografi for Tristan und Isolde. Liste over indspilninger og videoer fra 1901–2004 af Jonathan Brown.
- Wagners Tristan and Isolde. Synopsis fra BBC / Metropolitan Opera
- Side med ressourcer om Tristan und Isolde. Omfattende hjemmeside med kildemateriale og musikalske motiver
- En opførelse af Tristan und Isolde Arkiveret 16. juni 2009 hos  Wayback Machine. Se operaen gratis
- Seattle Operas hjemmeside Arkiveret 16. december 2009 hos  Wayback Machine. Seattle Opera opfører hyppigt Wagner-operaer